# 本多正識
本多 正識（ほんだ まさのり、1958年 - ）は、大阪府高槻市生まれの日本の漫才台本作家、構成作家、吉本総合芸能学院（NSC）講師、よしもとクリエイティブカレッジ（YCC）講師、大阪シナリオ学校講師である。なんばグランド花月舞台制作ブレーン、よしもと漫才劇場総合アドバイザーも務める。

## 来歴
1979年にラジオ大阪「Wヤングの素人漫才道場」のコーナーに11本連続で漫才台本が採用されたことがきっかけで漫才作家を志した。その後、大阪シナリオ学校通信教育部に入学・卒業した（14期卒）。1983年に漫才作家集団「笑の会」に参加した。1984年にオール阪神・巨人の台本を執筆しブレーンの1人となり、漫才師や吉本新喜劇に台本を提供する。1990年にはNSCの、2008年にはYCCの講師に就任した。担当した生徒数は1万人を超える。
「M-1グランプリ」、「キングオブコント」、「THE MANZAI」では審査員を務めた。
2017年度後期のNHK連続テレビ小説『わろてんか』では脚本協力・漫才指導で参加した。

## 受賞歴
- 1991年、読売テレビ「上方お笑い大賞・秋田實賞」[5]

## 著作

### 著書
- 「吉本芸人に学ぶ 生き残る力」（2014年11月、扶桑社、ISBN 978-4594071608）[6]
- 「芸人志願 〜お笑いタレントを目指すキミへ〜」（2014年12月、鉄人社、ISBN 978-4865370249）[7]

### 執筆
- 「漫才 言葉を伝える熱意を軸に」（2012年3月、上方芸能183号「特集 現状をどう見るか 上方芸能12ジャンル」、ASIN B00FYQX6PQ）[8]
- 「漫才 「一瞬屋」が生まれる時代へ」（2015年6月、上方芸能196号「特集 戦後70年 上方芸能の現況10年とこれから」、ASIN B00UJXL4US）[9]

## 影響を与えた芸人
- ナインティナイン - ボケとツッコミが逆であると指摘[10]。
- 藤井隆 - 全国展開中のため出演できる座員が限られていた1994年の吉本新喜劇で オカマキャラに抜擢[10]。
- アンガールズ - 東京に進出させた[10]。